# Władysław Starewicz

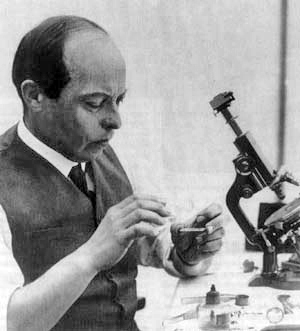
Władysław Starewicz um 1910

Władysław Starewicz (* 27. Julijul. / 8. August 1882greg. in Moskau; † 26. Februar 1965 in Fontenay-sous-Bois) war ein russischer Puppentrickfilmer polnischer Abstammung, der zu den Pionieren der Stop-Motion-Technik gehört und häufig präparierte Insekten und Tierfiguren als Protagonisten seiner Filme einsetzte. Er begann seine Arbeit in Russland und setzte sie nach der Oktoberrevolution in Frankreich fort. Neben der hier verwendeten polnischen Namensform finden sich auch die Schreibweisen Wladislaw Alexandrowitsch Starewitsch (russisch), Ladislas Starevitch/Starewitch (französisch/von ihm in Frankreich meist verwendete), Ladislas Starevich (englisch), Ladislaus Starewitsch (deutsch).

## Leben

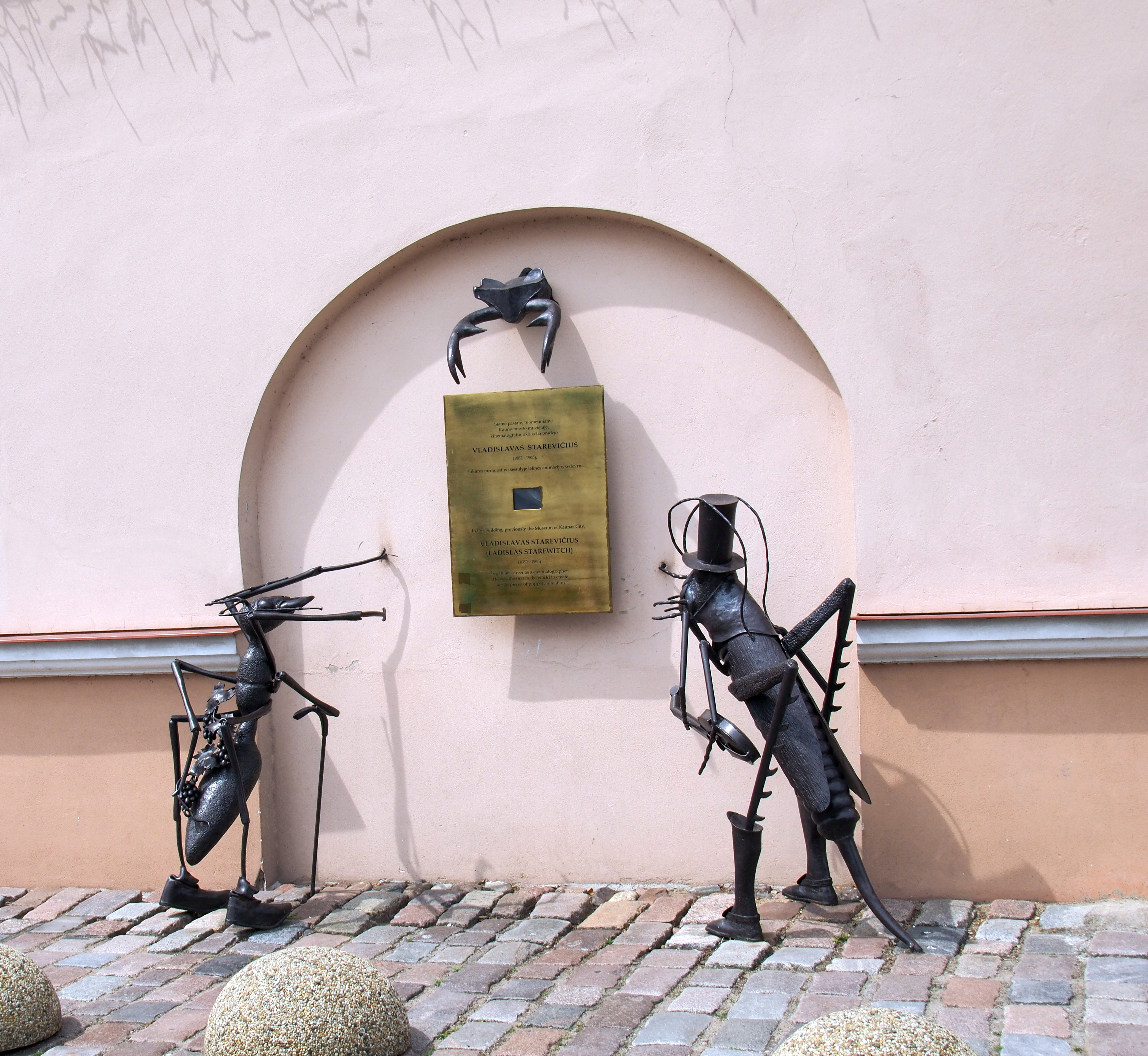
Gedenktafel für Władysław Starewicz in Kaunas (Litauen)

Starewicz wurde als Kind polnischer Eltern aus Litauen geboren. Seine Mutter starb 1886. Er wuchs bei seinen Großeltern mütterlicherseits in Kaunas auf. Er interessierte sich für Zeichnen und Malen, Schreiben und Schauspielern und begann, Schmetterlinge zu sammeln. Am 25. November 1906 heiratete er Anna Zimmermann († 1956); im darauffolgenden Jahr wird ihre Tochter Irène († 1992) geboren, die seit den 1920er Jahren ihrem Vater bei der Filmproduktion assistierte und sich nach seinem Tod für die Erhaltung der Filme einsetzte. 1913 wurde seine zweite Tochter Jeanne geboren († 1984). Anfang der 1920er Jahre siedelte sich die Familie in Frankreich an.

## Karriere

### Im russischen Zarenreich
Starewicz arbeitete im Katasteramt in Kaunas und betätigte sich in seiner Freizeit als Theaterschauspieler und Fotograf. Durch Kontakte zum Völker- und Naturkundemuseum der Stadt drehte er 1909 seinen ersten Film, einen von vier Dokumentarfilmen für das Museum. Aus seiner Arbeit für die insektenkundliche Abteilung heraus entstand 1910 sein erster animierter Film in Stop-Motion-Technik Lucanus Cervus, der einen Kampf zwischen zwei Hirschkäfern porträtiert. Angeregt worden sein soll er hierzu durch Émile Cohls Les allumettes animées (1908).
In der Folge schrieb und inszenierte Starewicz eigene Drehbücher mit animierten Insekten, unter anderem Die Ameise und der Grashüpfer (1913). Den Insekten entfernte er zunächst die Gliedmaßen und fügte sie dann mit Wachs wieder an, um die zur Animation nötige Beweglichkeit herzustellen. 1912 ging Starewicz nach Moskau und arbeitete für die Filmproduktionsgesellschaft von Alexander Chanschonkow. Er drehte dort zahlreiche kurze Puppentrickfilme mit Insekten und selbstgefertigten Puppen. Am bekanntesten davon sind Die schöne Ljukanida und Die Rache des Kameramanns (beide 1912), die auch international Beachtung fanden. Einige seiner Regiearbeiten waren auch Spielfilme, darunter Snegurotschka (1914) sowie Ruslan und Ludmilla (1915) mit dem bekannten Schauspieler Iwan Mosschuchin.
Während des Ersten Weltkrieges arbeitete Starewicz für verschiedene Produktionsfirmen und zog 1917 von Moskau nach Jalta auf der Krim. Von dort floh er nach der Oktoberrevolution über Italien nach Frankreich, wo er die einfachere Namensform „Ladislas Starewitch“ annahm.

### In Frankreich
Ab 1920/21 begann er in Frankreich unabhängig und ausschließlich Puppentrickfilme zu produzieren. Sein erster Film im französischen Exil wurde Les Grenouilles qui demandent un roi (1922), eine politische Fabel nach Äsop. Zu seinen beachtetsten Filmen gehört der handkolorierte Film La Voix du rossignol/Die Stimme der Nachtigall (1923), L'horloge magique/Die Zauberuhr (1928) und Fétiche Mascotte (1934). La Voix du rossignol erhielt 1925 in den USA eine Goldmedaille als bester Kurzfilm.
1928 schloss Starewicz einen Produktionsvertrag mit Louis Nalpas. Sein erster Langfilm Reineke Fuchs wurde bereits zwischen 1929 und 1931 in Paris produziert, erlebte seine Uraufführung jedoch erst 1937 in Berlin und erschien in Frankreich 1941 (als Tonfilm). Er war zur Zeit seiner Premiere erst der zweite abendfüllende Puppentrickfilm überhaupt. Die neuen Erfordernisse des Ton- und später Farbfilms erschwerten die Produktionsbedingungen, doch Starewicz produzierte insbesondere in den späten 1940er Jahren bis zu seinem Tod weiter. Zanzabelle in Paris wurde 1947 beim Filmfestival in Venedig mit der Goldmedaille für den besten Kinderfilm ausgezeichnet, Fern Flower erhielt 1949 den ersten Preis für den besten Animationsfilm beim 11. Kinderfilmfestival in Venedig.
Starewicz hob die von ihm und seiner Frau geschaffenen Puppen, viele davon Tierfiguren, auf und benutzte sie meist in späteren Filmen als Nebencharaktere. Er starb während der Arbeit am Film Comme chien et chat/Wie Hund und Katze, der aus Respekt unvollendet belassen wurde.
Er gilt als erster Meister des Puppentrickfilms und seine Animation ist von einer heute noch immer unerreichten Perfektion und Flüssigkeit.